# Padingbüttel
Padingbüttel is een Ortschaft van de Duitse gemeente Wurster Nordseeküste in Nedersaksen. Tot 1 januari 2015 was Padingbüttel een zelfstandige gemeente en werkte ze samen in de Samtgemeinde Land Wursten. Tot Padingbüttel behoren ook de beide gehuchten Altendeich en Rotthausen.
Het dorp bestaat uit hoofdzakelijk verspreide bebouwing rondom de 13e-eeuwse, evangelisch-lutherse Mattheüskerk. Padingbüttel ligt slechts enkele kilometers ten oosten van de Waddenzee.
Zie voor meer informatie onder Wurster Nordseeküste.

## Afbeeldingen

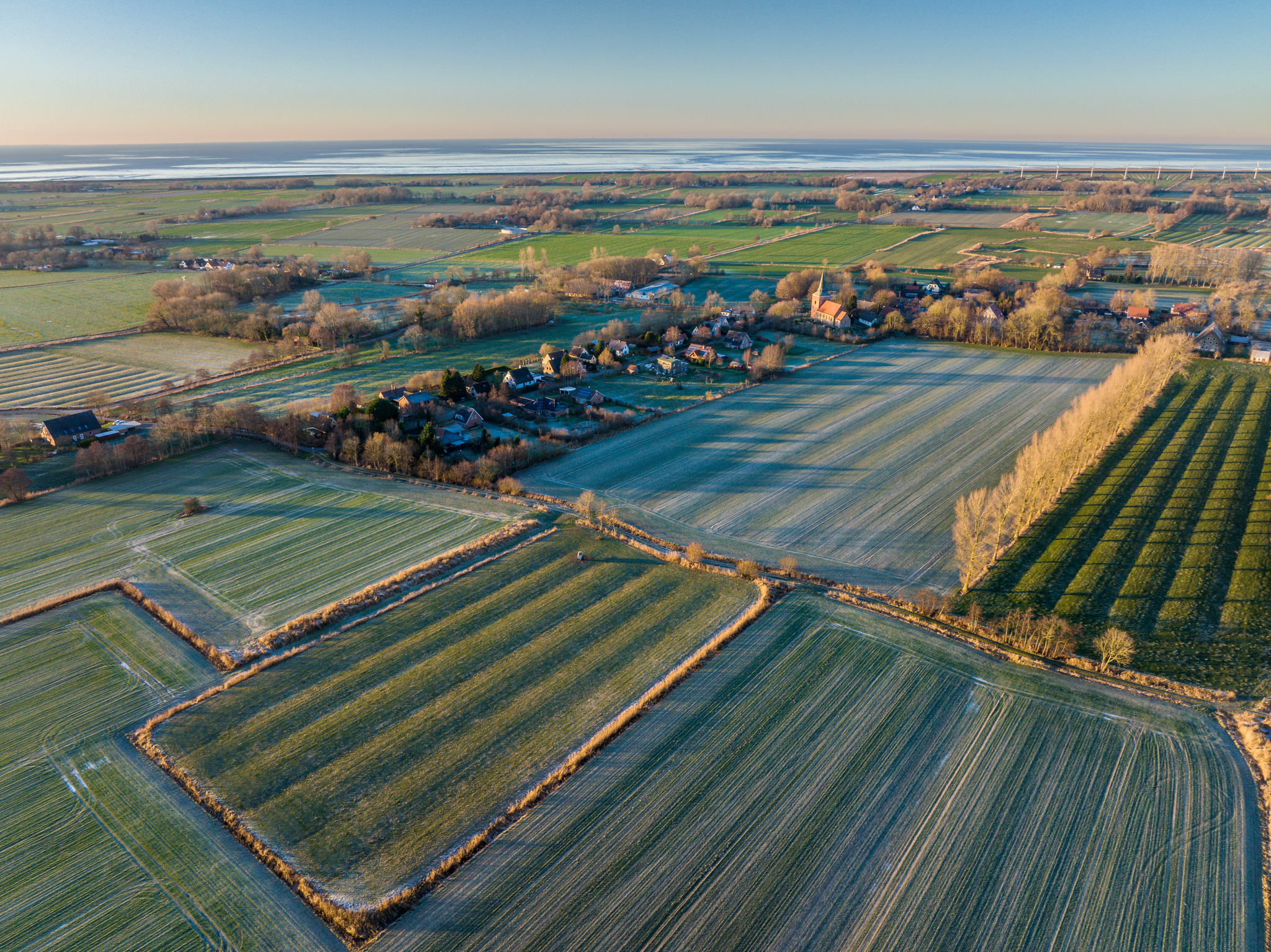
Padingbüttel (2021)
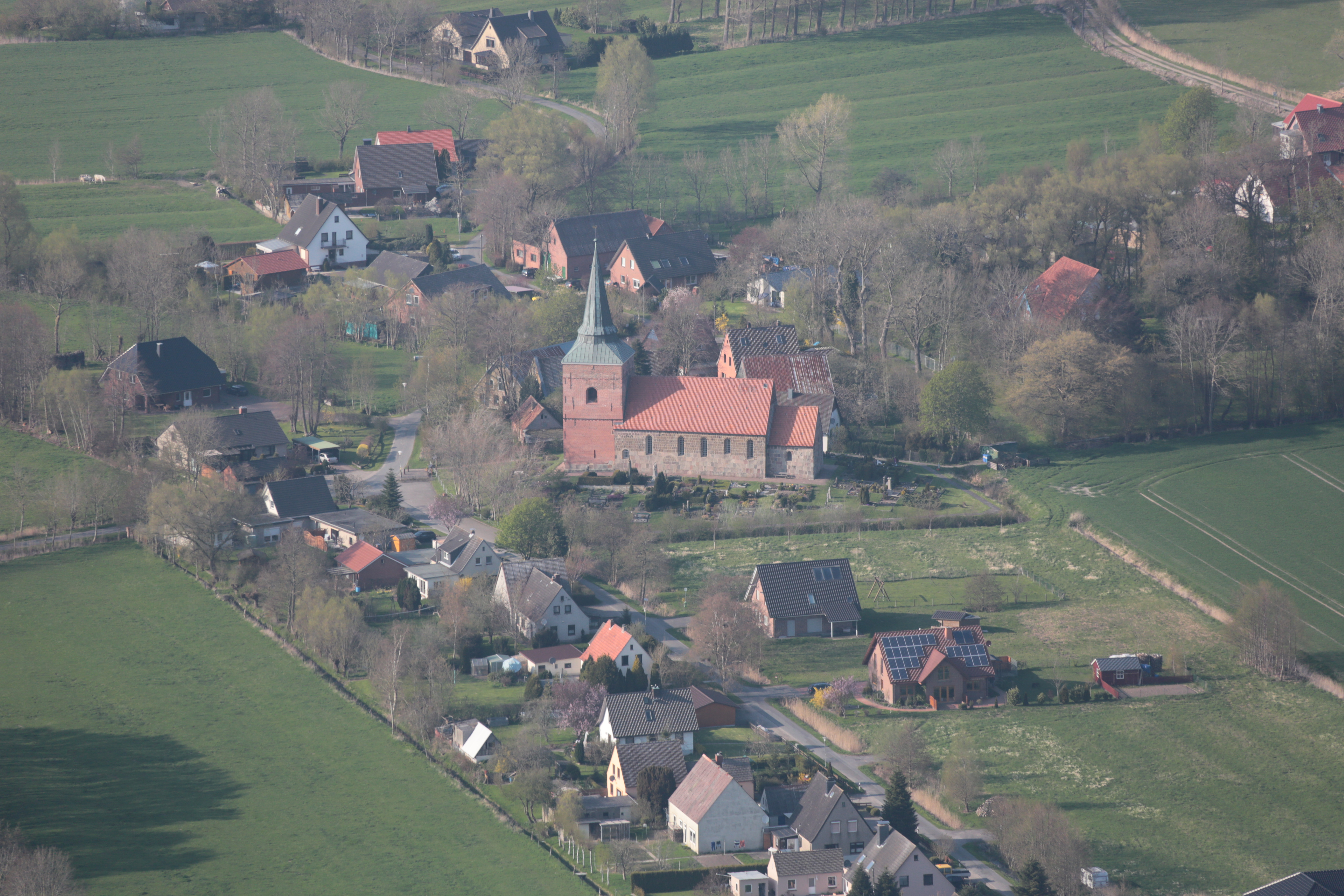
Luchtfoto (2013) omgeving Mattheüskerk Padingbüttel
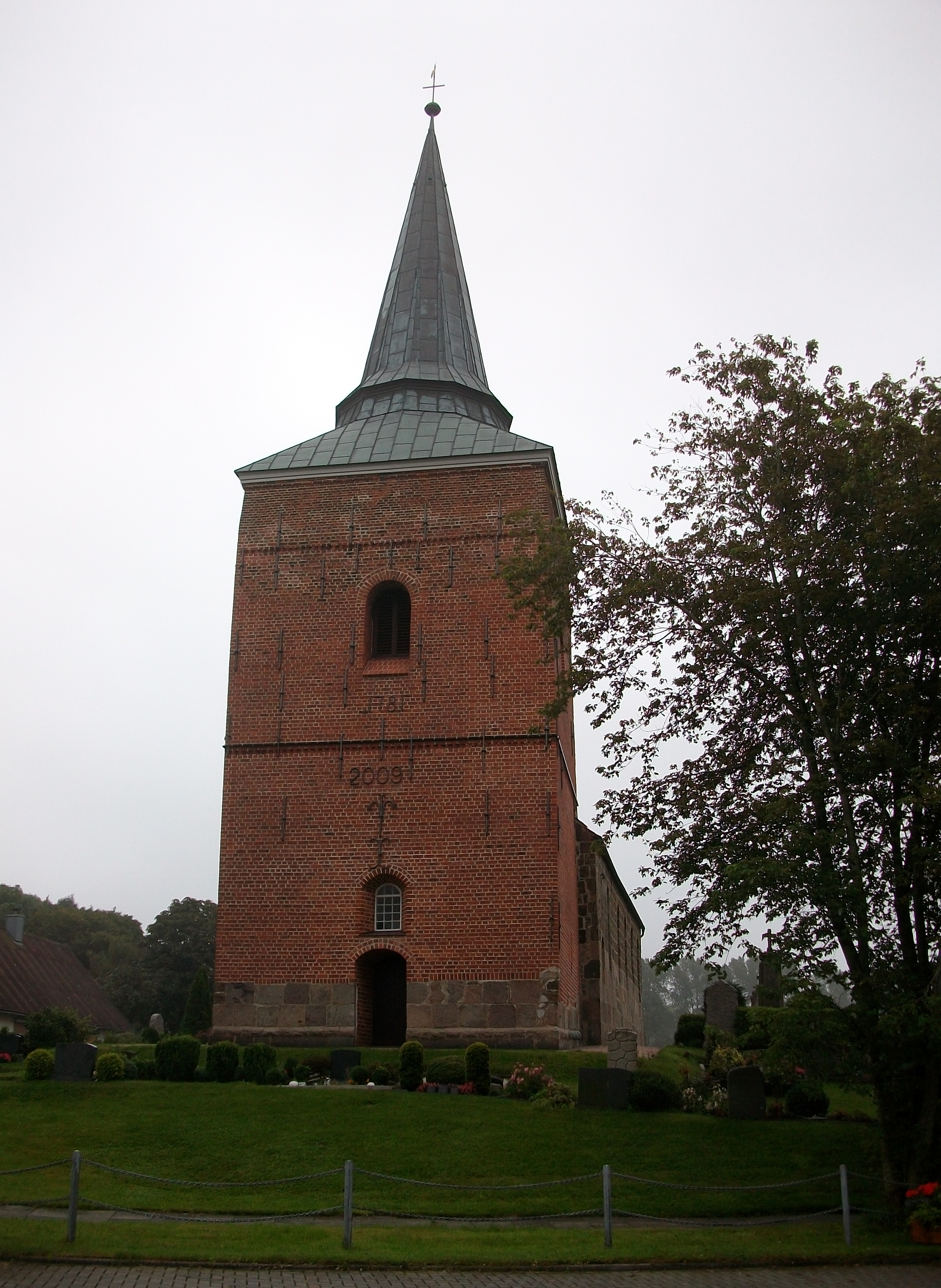
Toren van deze kerk
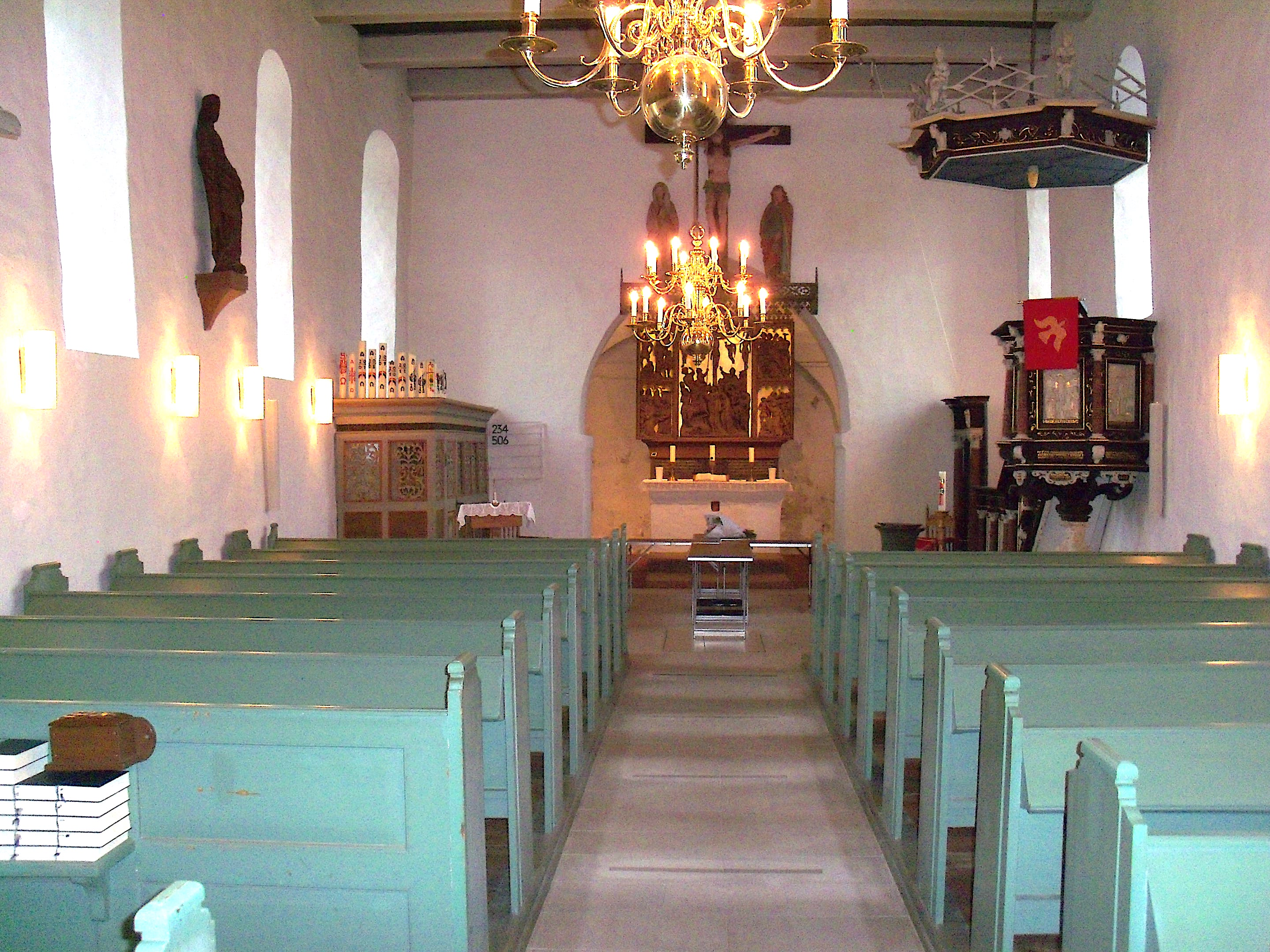
Interieur van deze kerk

- Gemeinsame Normdatei: 2169684-6
- MusicBrainz: 8f5f9f83-9d0a-4fba-960c-3e3994064319
- Virtual International Authority File: 129885261